# Lijst van personen geboren in Catania

Vlag van de stad Catania

Deze lijst van personen bevat een aantal personen geboren in Catania, een havenstad op Sicilië, Italië

## Geboren in Catania

### Voor 1800
- Agatha van Sicilië (225-251), heilige
- Comitius (3e eeuw), heilige
- Sibilla Sormella (circa 1273-...), edeldame en maîtresse van koning Frederik II van Sicilië
- Manfred van Athene (1306-1317), Infante van Sicilië en hertog van Athene
- Willem van Athene (1312-1338), Infante van Sicilië en hertog van Athene en Neopatria
- Lodewijk van Sicilië (1338-1355), koning van Sicilië van het Huis Barcelona
- Jan van Athene (1317-1348), Infante van Sicilië, hertog van Athene en Neopatria, markies van Randazzo, regent van het koninkrijk Sicilië (1340-1348)
- Giovanni de Primis (1390/1400-1449), abt, kardinaal en bisschop-administrator van Catania
- Mario Cutelli (ca 1589-1654), rechtsgeleerde, rechter
- Bonaventura Belluto (ca 1600-1676), minoriet, filosoof
- Gaetano Maria Garrasi (1727-1817), augustijn, aartsbisschop van Messina
- Antonio Maria Trigona (1760-1835), aartsbisschop van Messina
- Mario Giuseppe Mirone (1789-1864), bisschop

### 1800–1899
- Giovanni Pacini (1796-1867), componist
- Vincenzo Bellini (1801-1835), componist
- Giuseppe Zurria (1810-1896), hoogleraar wiskunde, rector aan de universiteit van Catania
- Francesco Tornabene Roccaforte (1813-1897), benedictijn, hoogleraar botanica aan de universiteit van Catania
- Antonino Paternò del Toscano (1827-1893), markies, burgemeester van Catania
- Luigi Gravina (1830-1910), senator, markies
- Giuseppe Carnazza Puglisi (1834-1910), hoogleraar rechtsgeleerdheid, rector aan de universiteit van Catania, afgevaardigde, senator
- Giovanni Verga (1840-1922), schrijver
- Francesco Fisichella (1841-1908), priester, bibliothecaris, privaatdocent rechtsfilosofie aan de universiteit van Catania
- Antonino Grimaldi (1871-1956), edelman, kolonel, burgemeester van Catania
- Dante Majorana Calatabiano (1874-1855), hoogleraar rechten en rector aan de universiteit van Catania
- Pietro Lupo (1898-1936), officier, oorlogsheld in Italiaans-Oost-Afrika

### 1900–1949
- Ettore Majorana (1906-1938), natuurkundige
- Franco Martelli (1911-1944), majoor en partizaan
- Emilio Greco (1913-1995), beeldhouwer
- Ferdinando Vegas (1916-1984), historicus, journalist La Stampa
- Candido Cannavò (1930-2009), sportjournalist
- Giovanni D'Urso (1933-2011), magistraat, ontvoerd door de Rode Brigades

### 1950–1999
- Raffaele Lombardo (1950), president van de autonome regio Sicilië
- Giuseppe D'Urso (1969), atleet
- Carmen Consoli (1974), zangeres
- Santo Anzà (1980), wielrenner
- Melissa Panarello (1985), schrijfster
- Miriam Leone (1985), model en actrice
- Tea Falco (1986), actrice
- Rossella Fiamingo (1991), schermster